# Tricholabus erythrogaster
Tricholabus erythrogaster là một loài tò vò trong họ Ichneumonidae.